# Зенон Сидонски
Зенон Сидонски (стгрч. Ζηνων ο ΣιδωνιοςΖηνων ο Σιδωνιος; 2. век пне) је старогрчки филозоф, ученик атинског епикурејца Аполодора.
Цицерон („Де натура деорум“) га назива поглаваром епикурејаца и најдуховитијим од њих; по Диогену Лаертију, писао је много (грч. πολυγραφος ανηρ); Прокло говори о једном од својих дела, у којем је напао поузданост математичких доказа и критиковао еуклидску геометрију. Понекад су га називали „водећим епикурејцем“, а Цицерон наводи да је Зенон презирао друге филозофе и чак је Сократа називао „атичким шаљивцем“.
Његова дела нису стигла до нас, али је сачувана расправа његовог ученика Филодема састављена из предавања Зенона, од кога су вероватно позајмљени неки одломци у првој књизи Цицероновог „Де натура деорум“. Његова филозофија се може наслутити из филодемових фрагмената под насловима „О франковској критици“ и „О гневу“.
Филозофа под истим именом и из истог града Сидона помиње Диоген Лаертије као ученика Зенона Стоика; понекад се меша са Зеноном из Тарса. После 25 година управљања баштом, епикурејац Федар је постао њен нови управник.